# Atiu
Atiu, vroeger ook bekend als Enuamanu (wat zoveel betekent als Land van de vogels), is een eiland dat onderdeel uitmaakt van de archipel van de Cookeilanden. Atiu ligt 187 kilometer ten noordoosten van Rarotonga, het hoofdeiland van de archipel. Op 1 december 2006 telde Atiu 569 inwoners.

## Geografie
Atiu is een vulkanisch eiland dat wordt omringd door een ongeveer 6 meter hoog koraalrif. In het centrum van het eiland bevindt zich een 70 meter hoge heuvel met een platte top. Op dit plateau bevindt zich een cluster van 5 menselijke nederzettingen. Deze nederzettingen zijn: Teenui, Mapumai, Ngatiarua, Areora, Tengatangi.

## Geschiedenis
Kapitein James Cook nam Atiu voor het eerst waar op 31 maart 1777. Op 3 april 1777 zond hij een verkenningsploeg naar het eiland toe.
In 1975 kreeg Atiu zijn eigen haven en in 1978 kwam het vliegveld van Atiu gereed.

## Werk en Economie
De bevolking leeft voornamelijk van de landbouw en visserij, hoofdzakelijk voor eigen gebruik.

## Bezienswaardigheden
- De Copekagrotten die in het zuidoosten van Atiu in de jungle gesitueerd zijn.
- De atiusalangaan (Aerodramus sawtelli), lokaal bekend als "Copekabird"; een klein soort gierzwaluw die alleen voorkomt  op dit eiland in deze grotten. Deze vogel beschikt over een sonarsysteem zodat hij, net als een vleermuis, kan navigeren en jagen in het donker van de grotten.
- Op het eiland bevindt zich een kleinschalige koffieplantage, die wordt gerund door het Duitse echtpaar Juergen Manske-Eimke en Andrea Eimke, die reeds meer dan twintig jaar op het eiland wonen.